# Rasmus Schøller
Rasmus Schøller (født 3. februar 1639 i Køge, død 22. november 1690 i København) var en dansk landsdommer, bror til Caspar Schøller.
Han fødtes i Køge, hvor faderen, assessor i Højesteret Christen Casparsen Schøller (1609-1677), var borgmester; moderen var Anne Rasmusdatter. 
I 1684 blev han udnævnt til landsdommer over Sjælland og Møn, hvilket han var til sin død. Han var kancelliråd.
25. september 1664 ægtede han Else Eggers (død 1689) og fik to sønner og en datter.
Han og hustruen er begravet i Køge Kirke.